# Аркіуд
Аркіуд (рум. Archiud) — село у повіті Бистриця-Несеуд в Румунії. Входить до складу комуни Тяка.
Село розташоване на відстані 301 км на північний захід від Бухареста, 27 км на південь від Бистриці, 65 км на схід від Клуж-Напоки.

## Населення
За даними перепису населення 2002 року у селі проживали 710 осіб.
Національний склад населення села:
| Національність | Кількість осіб | Відсоток |
| -------------- | -------------- | -------- |
| румуни         | 668            | 94,1%    |
| угорці         | 28             | 3,9%     |
| цигани         | 14             | 2,0%     |

Рідною мовою назвали:
| Мова      | Кількість осіб | Відсоток |
| --------- | -------------- | -------- |
| румунська | 688            | 96,9%    |
| угорська  | 22             | 3,1%     |